# OR5M8
OR5M8 (англ. Olfactory receptor family 5 subfamily M member 8) – білок, який кодується однойменним геном, розташованим у людей на короткому плечі 11-ї хромосоми. Довжина поліпептидного ланцюга білка становить 311 амінокислот, а молекулярна маса — 35 603.
| 10         |  | 20         |  | 30         |  | 40         |  | 50         |
| ---------- |  | ---------- |  | ---------- |  | ---------- |  | ---------- |
| MRRNCTLVTE |  | FILLGLTSRR |  | ELQILLFTLF |  | LAIYMVTVAG |  | NLGMIVLIQA |
| NAWLHMPMYF |  | FLSHLSFVDL |  | CFSSNVTPKM |  | LEIFLSEKKS |  | ISYPACLVQC |
| YLFIALVHVE |  | IYILAVMAFD |  | RYMAICNPLL |  | YGSRMSKSVC |  | SFLITVPYVY |
| GALTGLMETM |  | WTYNLAFCGP |  | NEINHFYCAD |  | PPLIKLACSD |  | TYNKELSMFI |
| VAGWNLSFSL |  | FIICISYLYI |  | FPAILKIRST |  | EGRQKAFSTC |  | GSHLTAVTIF |
| YATLFFMYLR |  | PPSKESVEQG |  | KMVAVFYTTV |  | IPMLNLIIYS |  | LRNKNVKEAL |
| IKELSMKIYF |  | S          |  |            |  |            |  |            |

A: Аланін

C: Цистеїн

D: Аспарагінова кислота

E: Глутамінова кислота

F: Фенілаланін

G: Гліцин

H: Гістидин

I: Ізолейцин

K: Лізин

L: Лейцин

M: Метіонін

N: Аспарагін

P: Пролін

Q: Глутамін

R: Аргінін

S: Серин

T: Треонін

V: Валін

W: Триптофан

Кодований геном білок за функціями належить до рецепторів, g-білокспряжених рецепторів, білків внутрішньоклітинного сигналінгу. 
Локалізований у клітинній мембрані, мембрані.